# Leander Dendoncker
Leander Dendoncker, né le 15 avril 1995 à Passchendaele en Belgique, est un footballeur international belge qui joue au poste de défenseur ou de milieu de terrain au Real Oviedo.

## Biographie

### En club

#### Jeunesse et formation
Dendoncker joue au KSV Roulers puis intègre le club d'Anderlecht à 13 ans pour parfaire sa formation. Il est incorporé au groupe professionnel du RSC Anderlecht lors d'un stage en Turquie avec son club, après de bonnes performances en NextGen Series. Milieu de terrain, il a comme modèle l'international espagnol Sergio Busquets.

#### RSC Anderlecht (2013-2018)
Lors de l'été 2013, il remporte son premier trophée : la Supercoupe de Belgique en remplaçant Dennis Praet en fin de match. Son objectif est alors de rentrer en jeu de temps en temps au sein de l'équipe une et de jouer des matches de coupe. Cependant, il ne dispute qu'un match lors d'une rencontre de Coupe de Belgique face au KAS Eupen remportée facilement 7-0 par les Mauves, où il remplace Cheikhou Kouyaté alors que le score est de 6-0.
Lors de la saison 2014-2015, il apparaît plus souvent dans le groupe et rentre régulièrement en cours de match. Il est même titularisé sur le terrain du KVC Westerlo lors de la 4e journée (match nul 2-2). Il dispute son premier match de Ligue des champions sur le terrain de Galatasaray le 16 septembre 2014, où il remplace encore Dennis Praet à la 78e minute du match. Il inscrit son premier but lors du match de championnat contre le Lierse le 18 janvier 2015.
Il inscrit un doublé lors de la rencontre de championnat contre le KAS Eupen en 2016. Le 13 avril 2017 il égalise à la 86e minute de jeu contre Manchester United en quart de finale de Ligue Europa au stade Constant Vanden Stock.

#### Wolverhampton Wanderers (2018-2022)
Le 9 août 2018, le club anglais des Wolverhampton Wanderers officialise l'arrivée en prêt de Leander Dendoncker pour une saison, avec option d'achat obligatoire. En septembre 2018, il est révélé que la Fédération anglaise aurait refusé la construction de prêt avec option d'achat. Les Wolves ont donc acheté définitivement Dendoncker pour une indemnité estimée à 15 millions d'euros.

#### Real Oviedo (depuis 2025)
Le 19 août 2025, Leander Dendoncker quitte l'Angleterre et s'engage avec le Real Oviedo avec lequel il signe un contrat de deux ans.

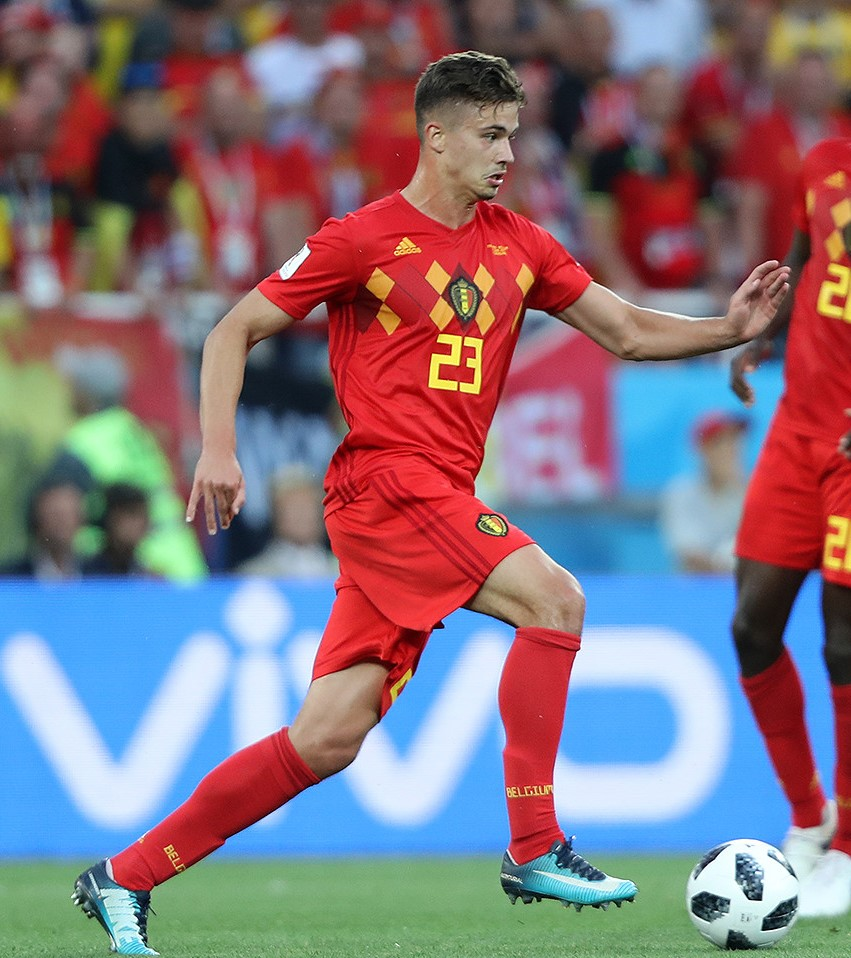
Leander Dendoncker lors de la Coupe du monde 2018.

### En sélections nationales
Il est sélectionné pour la première fois en équipe nationale A par Marc Wilmots le 22 mai 2015 en vue du match amical contre la France et pour le match de qualification à l'Euro 2016 contre le Pays de Galles.

#### Coupe du monde 2018
Il est convoqué à l'occasion de la Coupe du monde 2018 en Russie. Il fait donc partie des 23 joueurs sélectionnés, préféré à Laurent Ciman. Il est titularisé à une reprise face à l'Angleterre en phases de poule où il jouera l'ensemble de la rencontre. Lors de la petite finale, toujours face à l'Angleterre, l'équipe nationale belge s'impose et décroche le bronze.

#### Euro 2020
Il est à nouveau convoqué par Roberto Martinez pour disputer l'Euro 2020 où les Belges s'inclinent en quart de finale contre le futur vainqueur de l'édition, l'Italie.

#### Coupe du monde 2022
Le 10 novembre 2022, il est sélectionné par Roberto Martínez pour participer à la Coupe du monde 2022.

## Statistiques

### En club
| Saison                | Club                           | Championnat           | Championnat | Championnat | Championnat | Coupe nationale | Coupe nationale | Coupe nationale | Coupe de la Ligue | Coupe de la Ligue | Coupe de la Ligue | Supercoupe | Supercoupe | Supercoupe | Compétition(s) continentale(s) | Compétition(s) continentale(s) | Compétition(s) continentale(s) | Compétition(s) continentale(s) | Autres compétitions | Autres compétitions | Autres compétitions | Autres compétitions | Total | Total | Total |
| Saison                | Club                           | Division              | M.          | B.          | P.d.        | M.              | B.              | P.d.            | M.                | B.                | P.d.              | M.         | B.         | P.d.       | Comp.                          | M.                             | B.                             | P.d.                           | Comp.               | M.                  | B.                  | P.d.                | M.    | B.    | P.d.  |
| 2013-2014             | RSC Anderlecht                 | Division 1            | 0           | 0           | 0           | 1               | 0               | 0               | -                 | -                 | -                 | 1          | 0          | 0          | C1+C3                          | -                              | -                              | -                              | PO1                 | -                   | -                   | -                   | 2     | 0     | 0     |
| 2014-2015             | RSC Anderlecht                 | Division 1            | 18          | 2           | 0           | 6               | 0               | 0               | -                 | -                 | -                 | 0          | 0          | 0          | C1+C3                          | 4+2                            | 0+0                            | 0+0                            | PO1                 | 8                   | 0                   | 0                   | 38    | 2     | 0     |
| 2015-2016             | RSC Anderlecht                 | Division 1            | 17          | 1           | 1           | 1               | 1               | 0               | -                 | -                 | -                 | -          | -          | -          | C3                             | 6                              | 0                              | 0                              | PO1                 | 6                   | 0                   | 0                   | 30    | 2     | 1     |
| 2016-2017             | RSC Anderlecht                 | Division 1A           | 30          | 3           | 0           | 1               | 0               | 0               | -                 | -                 | -                 | -          | -          | -          | C1+C3                          | 2+14                           | 0+1                            | 0+0                            | PO1                 | 10                  | 2                   | 0                   | 57    | 6     | 0     |
| 2017-2018             | RSC Anderlecht                 | Division 1A           | 27          | 0           | 1           | 2               | 0               | 0               | -                 | -                 | -                 | -          | -          | -          | C1                             | 6                              | 0                              | 0                              | PO1                 | 9                   | 1                   | 2                   | 44    | 1     | 3     |
| Sous-total            | Sous-total                     | Sous-total            | 92          | 6           | 2           | 11              | 1               | 0               | -                 | -                 | -                 | 1          | 0          | 0          | -                              | 34                             | 1                              | 0                              | -                   | 33                  | 3                   | 2                   | 171   | 11    | 4     |
| 2018-2019             | Wolverhampton Wanderers (prêt) | Premier League        | 19          | 2           | 0           | 5               | 0               | 0               | 2                 | 0                 | 0                 | -          | -          | -          | -                              | -                              | -                              | -                              | -                   | -                   | -                   | -                   | 26    | 2     | 0     |
| 2019-2020             | Wolverhampton Wanderers        | Premier League        | 38          | 4           | 0           | 2               | 0               | 0               | -                 | -                 | -                 | -          | -          | -          | C3                             | 17                             | 2                              | 0                              | -                   | -                   | -                   | -                   | 57    | 6     | 0     |
| 2020-2021             | Wolverhampton Wanderers        | Premier League        | 33          | 1           | 0           | 3               | 0               | 0               | 1                 | 0                 | 0                 | -          | -          | -          | -                              | -                              | -                              | -                              | -                   | -                   | -                   | -                   | 37    | 1     | 0     |
| 2021-2022             | Wolverhampton Wanderers        | Premier League        | 30          | 2           | 2           | 2               | 0               | 0               | 2                 | 1                 | 2                 | -          | -          | -          | -                              | -                              | -                              | -                              | -                   | -                   | -                   | -                   | 34    | 3     | 4     |
| 2022-2023             | Wolverhampton Wanderers        | Premier League        | 4           | 0           | 0           | -               | -               | -               | 1                 | 0                 | 0                 | -          | -          | -          | -                              | -                              | -                              | -                              | -                   | -                   | -                   | -                   | 5     | 0     | 0     |
| Sous-total            | Sous-total                     | Sous-total            | 124         | 9           | 2           | 12              | 0               | 0               | 6                 | 1                 | 2                 | -          | -          | -          | -                              | 17                             | 2                              | 0                              | -                   | -                   | -                   | -                   | 159   | 12    | 4     |
| 2022-2023             | Aston Villa                    | Premier League        | 20          | 0           | 0           | 1               | 0               | 0               | -                 | -                 | -                 | -          | -          | -          | -                              | -                              | -                              | -                              | -                   | -                   | -                   | -                   | 21    | 0     | 0     |
| 2023-2024             | Aston Villa                    | Premier League        | 8           | 1           | 0           | 1               | 0               | 0               | 1                 | 0                 | 0                 | -          | -          | -          | C4                             | 5                              | 0                              | 0                              | -                   | -                   | -                   | -                   | 15    | 1     | 0     |
| Sous-total            | Sous-total                     | Sous-total            | 28          | 1           | 0           | 2               | 0               | 0               | 1                 | 0                 | 0                 | -          | -          | -          | -                              | 5                              | 0                              | 0                              | -                   | -                   | -                   | -                   | 36    | 1     | 0     |
| 2023-2024             | SSC Naples (prêt)              | Serie A               | 3           | 0           | 0           | -               | -               | -               | -                 | -                 | -                 | -          | -          | -          | C1                             | -                              | -                              | -                              | -                   | -                   | -                   | -                   | 3     | 0     | 0     |
| 2024-2025             | RSC Anderlecht (prêt)          | Division 1A           | 20          | 0           | 1           | 5               | 1               | 0               | -                 | -                 | -                 | -          | -          | -          | C3                             | 8                              | 0                              | 0                              | PO1                 | 10                  | 2                   | 0                   | 43    | 3     | 1     |
| 2025-2026             | Real Oviedo                    | Liga                  | -           | -           | -           | -               | -               | -               | -                 | -                 | -                 | -          | -          | -          | -                              | -                              | -                              | -                              | -                   | -                   | -                   | -                   | 0     | 0     | 0     |
| Total sur la carrière | Total sur la carrière          | Total sur la carrière | 267         | 16          | 5           | 30              | 2               | 0               | 7                 | 1                 | 2                 | 1          | 0          | 0          | -                              | 64                             | 3                              | 0                              | -                   | 43                  | 5                   | 2                   | 412   | 27    | 9     |

### En sélections nationales
| Saison                | Sélection             | Phases finales         | Phases finales | Phases finales | Phases finales | Éliminatoires CDM | Éliminatoires CDM | Éliminatoires CDM | Éliminatoires EURO | Éliminatoires EURO | Éliminatoires EURO | Ligue des Nations | Ligue des Nations | Ligue des Nations | Matchs amicaux | Matchs amicaux | Matchs amicaux | Total | Total | Total |
| Saison                | Sélection             | Compétition            | M              | B              | Pd             | M                 | B                 | Pd                | M                  | B                  | Pd                 | M                 | B                 | Pd                | M              | B              | Pd             | M     | B     | Pd    |
| --------------------- | --------------------- | ---------------------- | -------------- | -------------- | -------------- | ----------------- | ----------------- | ----------------- | ------------------ | ------------------ | ------------------ | ----------------- | ----------------- | ----------------- | -------------- | -------------- | -------------- | ----- | ----- | ----- |
| 2014-2015             | Belgique              | -                      | -              | -              | -              | -                 | -                 | -                 | 0                  | 0                  | 0                  | -                 | -                 | -                 | 1              | 0              | 0              | 1     | 0     | 0     |
| 2016-2017             | Belgique              | -                      | -              | -              | -              | 1                 | 0                 | 0                 | -                  | -                  | -                  | -                 | -                 | -                 | 0              | 0              | 0              | 1     | 0     | 0     |
| 2017-2018             | Belgique              | Coupe du monde 2018    | 1              | 0              | 0              | 2                 | 0                 | 0                 | -                  | -                  | -                  | -                 | -                 | -                 | 1              | 0              | 0              | 4     | 0     | 0     |
| 2018-2019             | Belgique              | -                      | -              | -              | -              | -                 | -                 | -                 | 2                  | 0                  | 0                  | 0                 | 0                 | 0                 | 0              | 0              | 0              | 2     | 0     | 0     |
| 2019-2020             | Belgique              | -                      | -              | -              | -              | -                 | -                 | -                 | 1                  | 0                  | 0                  | -                 | -                 | -                 | -              | -              | -              | 1     | 0     | 0     |
| 2020-2021             | Belgique              | Euro 2020              | 3              | 0              | 0              | 3                 | 0                 | 0                 | -                  | -                  | -                  | 1                 | 0                 | 1                 | 4              | 0              | 0              | 11    | 0     | 1     |
| 2021-2022             | Belgique              | Ligue des nations 2021 | 0              | 0              | 0              | 4                 | 0                 | 0                 | -                  | -                  | -                  | 3                 | 1                 | 0                 | 2              | 0              | 0              | 9     | 1     | 0     |
| 2022-2023             | Belgique              | Coupe du monde 2022    | 2              | 0              | 0              | -                 | -                 | -                 | 1                  | 0                  | 0                  | 0                 | 0                 | 0                 | 0              | 0              | 0              | 3     | 0     | 0     |
| Total sur la carrière | Total sur la carrière | Total sur la carrière  | 6              | 0              | 0              | 10                | 0                 | 0                 | 4                  | 0                  | 0                  | 4                 | 1                 | 1                 | 8              | 0              | 0              | 32    | 1     | 1     |

### Matchs internationaux
| Matchs internationaux de Leander Dendoncker, | Matchs internationaux de Leander Dendoncker, | Matchs internationaux de Leander Dendoncker,  | Matchs internationaux de Leander Dendoncker, | Matchs internationaux de Leander Dendoncker, | Matchs internationaux de Leander Dendoncker, | Matchs internationaux de Leander Dendoncker, | Matchs internationaux de Leander Dendoncker,                         |
| #                                            | Date                                         | Lieu                                          | Adversaire                                   | Résultat                                     | Compétition                                  | Club                                         | Notes                                                                |
| -------------------------------------------- | -------------------------------------------- | --------------------------------------------- | -------------------------------------------- | -------------------------------------------- | -------------------------------------------- | -------------------------------------------- | -------------------------------------------------------------------- |
| 1                                            | 7 juin 2015                                  | Stade de France, Saint-Denis, France          | France                                       | V 4 - 3                                      | Match amical                                 | RSC Anderlecht                               | Entre en jeu à la place de Jason Denayer à la 85e minute de jeu.     |
| 2                                            | 13 novembre 2016                             | Stade Roi Baudouin, Bruxelles, Belgique       | Estonie                                      | V 8 - 1                                      | Éliminatoires de la Coupe du monde 2018      | RSC Anderlecht                               | Titulaire.                                                           |
| 3                                            | 3 septembre 2017                             | Stade Karaïskakis, Le Pirée, Grèce            | Grèce                                        | V 2 - 1                                      | Éliminatoires de la Coupe du monde 2018      | RSC Anderlecht                               | Entre en jeu à la place de Marouane Fellaini à la 89e minute de jeu. |
| 4                                            | 7 octobre 2017                               | Stade Grbavica, Sarajevo, Bosnie-Herzégovine  | Bosnie-Herzégovine                           | V 4 - 3                                      | Éliminatoires de la Coupe du monde 2018      | RSC Anderlecht                               | Entre en jeu à la place de Marouane Fellaini à la 29e minute de jeu. |
| 5                                            | 11 juin 2018                                 | Stade Roi Baudouin, Bruxelles, Belgique       | Costa Rica                                   | V 4 - 1                                      | Match amical                                 | RSC Anderlecht                               | Entre en jeu à la place de Dedryck Boyata à la 66e minute de jeu.    |
| 6                                            | 28 juin 2018                                 | Arena Baltika, Kaliningrad, Russie            | Angleterre                                   | V 1 - 0                                      | Coupe du monde 2018                          | RSC Anderlecht                               | Titulaire, écope d'un carton jaune à la 33e minute de jeu.           |
| 7                                            | 21 mars 2019                                 | Stade Roi Baudouin, Bruxelles, Belgique       | Russie                                       | V 3 - 1                                      | Éliminatoires de l'Euro 2020                 | Wolverhampton Wanderers                      | Titulaire.                                                           |
| 8                                            | 24 mars 2019                                 | Stade GSP, Nicosie, Chypre                    | Chypre                                       | V 2 - 0                                      | Éliminatoires de l'Euro 2020                 | Wolverhampton Wanderers                      | Titulaire.                                                           |
| 9                                            | 9 septembre 2019                             | Hampden Park, Glasgow, Écosse                 | Écosse                                       | V 4 - 0                                      | Éliminatoires de l'Euro 2020                 | Wolverhampton Wanderers                      | Titulaire.                                                           |
| 10                                           | 8 octobre 2020                               | Stade Roi Baudouin, Bruxelles, Belgique       | Côte d'Ivoire                                | N 1 - 1                                      | Match amical                                 | Wolverhampton Wanderers                      | Titulaire, écope d'un carton jaune à la 64e minute de jeu.           |
| 11                                           | 11 novembre 2020                             | Stade Den Dreef, Louvain, Belgique            | Suisse                                       | V 2 - 1                                      | Match amical                                 | Wolverhampton Wanderers                      | Titulaire, remplacé par Youri Tielemans à la 46e minute de jeu.      |
| 12                                           | 18 novembre 2020                             | Stade Den Dreef, Louvain, Belgique            | Danemark                                     | V 4 - 2                                      | Ligue des nations 2020-2021                  | Wolverhampton Wanderers                      | Titulaire.                                                           |
| 13                                           | 24 mars 2021                                 | Stade Den Dreef, Louvain, Belgique            | Pays de Galles                               | V 3 - 1                                      | Éliminatoires de la Coupe du monde 2022      | Wolverhampton Wanderers                      | Titulaire.                                                           |
| 14                                           | 27 mars 2021                                 | Sinobo Stadium, Prague, Tchéquie              | Tchéquie                                     | N 1 - 1                                      | Éliminatoires de la Coupe du monde 2022      | Wolverhampton Wanderers                      | Titulaire.                                                           |
| 15                                           | 30 mars 2021                                 | Stade Den Dreef, Louvain, Belgique            | Biélorussie                                  | V 8 - 0                                      | Éliminatoires de la Coupe du monde 2022      | Wolverhampton Wanderers                      | Entre en jeu à la place de Jan Vertonghen à la 64e minute de jeu.    |
| 16                                           | 3 juin 2021                                  | Stade Roi Baudouin, Bruxelles, Belgique       | Grèce                                        | N 1 - 1                                      | Match amical                                 | Wolverhampton Wanderers                      | Titulaire.                                                           |
| 17                                           | 6 juin 2021                                  | Stade Roi Baudouin, Bruxelles, Belgique       | Croatie                                      | V 1 - 0                                      | Match amical                                 | Wolverhampton Wanderers                      | Titulaire, remplacé par Eden Hazard à la 81e minute de jeu.          |
| 18                                           | 12 juin 2021                                 | Gazprom Arena, Saint-Pétersbourg, Russie      | Russie                                       | V 3 - 0                                      | Euro 2020                                    | Wolverhampton Wanderers                      | Titulaire.                                                           |
| 19                                           | 17 juin 2021                                 | Parken Stadium, Copenhague, Danemark          | Danemark                                     | V 2 - 1                                      | Euro 2020                                    | Wolverhampton Wanderers                      | Titulaire, remplacé par Axel Witsel à la 59e minute de jeu.          |
| 20                                           | 27 juin 2021                                 | Stade La Cartuja, Séville, Espagne            | Portugal                                     | V 1 - 0                                      | Euro 2020                                    | Wolverhampton Wanderers                      | Entre en jeu à la place de Thorgan Hazard à la 95e minute de jeu.    |
| 21                                           | 2 septembre 2021                             | A. Le Coq Arena, Tallinn, Estonie             | Estonie                                      | V 5 - 2                                      | Éliminatoires de la Coupe du monde 2022      | Wolverhampton Wanderers                      | Entre en jeu à la place de Toby Alderweireld à la 83e minute de jeu. |
| 22                                           | 5 septembre 2021                             | Stade Roi Baudouin, Bruxelles, Belgique       | Tchéquie                                     | V 3 - 0                                      | Éliminatoires de la Coupe du monde 2022      | Wolverhampton Wanderers                      | Entre en jeu à la place de Youri Tielemans à la 81e minute de jeu.   |
| 23                                           | 8 septembre 2021                             | Ak Bars Arena, Kazan, Russie                  | Biélorussie                                  | V 1 - 0                                      | Éliminatoires de la Coupe du monde 2022      | Wolverhampton Wanderers                      | Entre en jeu à la place de Michy Batshuayi à la 84e minute de jeu.   |
| 24                                           | 16 novembre 2021                             | Cardiff City Stadium, Cardiff, Pays de Galles | Pays de Galles                               | N 1 - 1                                      | Éliminatoires de la Coupe du monde 2022      | Wolverhampton Wanderers                      | Entre en jeu à la place de Timothy Castagne à la 59e minute de jeu.  |
| 25                                           | 26 mars 2022                                 | Aviva Stadium, Dublin, Irlande                | République d'Irlande                         | N 2 - 2                                      | Match amical                                 | Wolverhampton Wanderers                      | Titulaire.                                                           |
| 26                                           | 29 mars 2022                                 | Lotto Park, Bruxelles, Belgique               | Burkina Faso                                 | V 3 - 0                                      | Match amical                                 | Wolverhampton Wanderers                      | Entre en jeu à la place de Jason Denayer à la 46e minute de jeu.     |
| 27                                           | 8 juin 2022                                  | Stade Roi Baudouin, Bruxelles, Belgique       | Pologne                                      | V 6 - 1                                      | Ligue des nations 2022-2023                  | Wolverhampton Wanderers                      | Titulaire et buteur.                                                 |
| 28                                           | 11 juin 2022                                 | Cardiff City Stadium, Cardiff, Pays de Galles | Pays de Galles                               | N 1 - 1                                      | Ligue des nations 2022-2023                  | Wolverhampton Wanderers                      | Titulaire.                                                           |
| 29                                           | 14 juin 2022                                 | Stade national, Varsovie, Pologne             | Pologne                                      | V 1 - 0                                      | Ligue des nations 2022-2023                  | Wolverhampton Wanderers                      | Titulaire.                                                           |
| 30                                           | 23 novembre 2022                             | Stade Ahmed-ben-Ali, Al Rayyan, Qatar         | Canada                                       | V 1 - 0                                      | Coupe du monde 2022                          | Aston Villa                                  | Titulaire.                                                           |
| 31                                           | 1er décembre 2022                            | Stade Ahmed-ben-Ali, Al Rayyan, Qatar         | Croatie                                      | N 0 - 0                                      | Coupe du monde 2022                          | Aston Villa                                  | Titulaire, remplacé par Youri Tielemans à la 72e minute de jeu.      |
| 32                                           | 17 juin 2023                                 | Stade Roi Baudouin, Bruxelles, Belgique       | Autriche                                     | N 1 - 1                                      | Éliminatoires de l'Euro 2024                 | Aston Villa                                  | Titulaire, remplacé par Ameen Al-Dakhil à la 84e minute de jeu.      |

### Buts internationaux
| Buts internationaux de Leander Dendoncker, | Buts internationaux de Leander Dendoncker, | Buts internationaux de Leander Dendoncker, | Buts internationaux de Leander Dendoncker, | Buts internationaux de Leander Dendoncker, | Buts internationaux de Leander Dendoncker, | Buts internationaux de Leander Dendoncker, | Buts internationaux de Leander Dendoncker, | Buts internationaux de Leander Dendoncker, | Buts internationaux de Leander Dendoncker, |
| #                                          | Date                                       | Lieu                                       | Adversaire                                 | Résultat                                   | Compétition                                | Détail                                     | Détail                                     | Détail                                     | Cape                                       |
| ------------------------------------------ | ------------------------------------------ | ------------------------------------------ | ------------------------------------------ | ------------------------------------------ | ------------------------------------------ | ------------------------------------------ | ------------------------------------------ | ------------------------------------------ | ------------------------------------------ |
| 1                                          | 8 juin 2022                                | Stade Roi Baudouin, Bruxelles, Belgique    | Pologne                                    | V 6 - 1                                    | Ligue des nations 2022-2023                | 83e                                        | du pied droit                              | 5-1                                        | 27e                                        |

## Palmarès

### En club
|  |  | RSC Anderlecht -19 ans - Tournoi de Viareggio (1) : - Vainqueur : 2013. - Finaliste : 2014. |  | RSC Anderlecht - Championnat de Belgique (2) : - Champion : 2014 et 2017. - Vice-champion : 2016. - Coupe de Belgique : - Finaliste : 2015 et 2025. - Supercoupe de Belgique (3) : - Vainqueur : 2013, 2014 et 2017. |

### En sélections nationales
|  |  | Belgique - Coupe du monde : - Troisième : 2018. - Ligue des nations : - Quatrième : 2021. |